# Famille Okolicsányi
Okolicsányi (Okoličániovci, Akalichnai, Okolichnay, Okolicsány, Okolicsányi, Okoliczanyi, Okoličáni ou encore Okoličianský) est le patronyme d'une ancienne famille de la noblesse hongroise qui remonte au XIIIe siècle, originaire du comitat de Liptó en Haute-Hongrie (actuelle Slovaquie).

## Histoire
La famille Okolicsányi est une famille autochtone du comitat de Liptó, précisément du village d'Okolicsna, dont elle a pris le nom et le titre (Okolicsányi veut dire « d'Okolicsány »). Le plus ancien membre connu de cette famille est Szerefil, qui vivait au temps du roi Béla IV en 1245-1282. Ce dernier avait un fils Péter qui lui-même eu quatre fils : János, Márk, Lőrincz et Szerefil. Ces derniers possédaient grâce à de lointains et successifs héritages les villages d'Akalicsna (ensuite Okolicsna), Poruba, Zenthstefan (aujourd'hui Svätý Štefan, partie de Liptovský Mikuláš), Chemerna et Harankfiaháza.
Cependant durant le règne du roi Charles Robert de Hongrie, soit entre 1308 et 1342,  il fut demandé à la famille de justifier la propriété de ces terres mais elle fut incapable de fournir les actes de propriétés ou autres documents faisant foi. Le roi menaça alors la famille de récupérer ces terres.
Mais l'affaire prit une nouvelle tournure : en 1342, János Okolicsányi combattit pour Louis Ier à Naples et fut blessé au combat - il perdit notamment un œil. En signe de remerciement, le roi retira quelques décennies plus tard, en 1379, sa revendication sur les terres disputées, annulant par là même leurs mentions du registre royal au sein duquel ils avaient été quelque temps auparavant ajoutées.
Il est à noter qu'en 1391, le juge royal Imre Bebek (en) demanda à la famille de lui présenter les preuves de ces possessions. János, Márk, et Szerefil lui présentèrent des lettres des rois Ladislas IV, André III et Charles Ier reconnaissant leur pleine propriété de ces terres mais toutes furent rejetées et invalidées par le juge. Seule la donation de Louis Ier en 1379 fut reconnue comme valide.

## Origine du nom de famille
Un membre de la famille, Márton Okolicsányi, a tenté à la fin du  XVIIIe siècle de trouver l'origine du nom de famille à partir de la perte de cet œil (en slovaque oko veut dire œil, et ljae [sic] veut dire visage), mais l'historien Iván Nagy estime que « c'est tordre à contre-sens les mots et c'est d'ailleurs aussi un anachronisme, car le village Akalicsna dont la famille a pris le nom était déjà appelé ainsi avant la perte de l'œil de János Okolicsányi en 1342 lors de la campagne militaire de Naples. De plus, certains membres de la famille se faisaient déjà appeler « de Akalicsna » en 1291, donc bien avant que l'œil soit percé ».

## Membres notables
- Kristóf Okolicsányi (hu) († 1707), alispán de Turóc, diplomate.
- Pál Okolicsányi († avant 1721), conseiller juridique de François II Rákóczi et auteur d'un ouvrage sur l'histoire du protestantisme en Hongrie.
- Janós Okolicsányi (hu) (1676-1736), évêque de Pozsony, membre du conseil royal.
- Elek Okolicsányi (hu) (1711-1757), docteur et professeur de philosophie, membre de la Compagnie de Jésus.
- Mihály Okolicsányi († 1771), chanoine de Szepes (1757) puis d'Esztergom.
- Imre Okolicsányi († 1795), Vienne), chanoine de Szepes puis d'Esztergom, évêque titulaire de Tarse, conseiller de la cour.
- Janós Okolicsányi (1734-1836), évêque de Nagyvárad.Armoiries de Janós Okolicsanyi, évêque d'Oradea

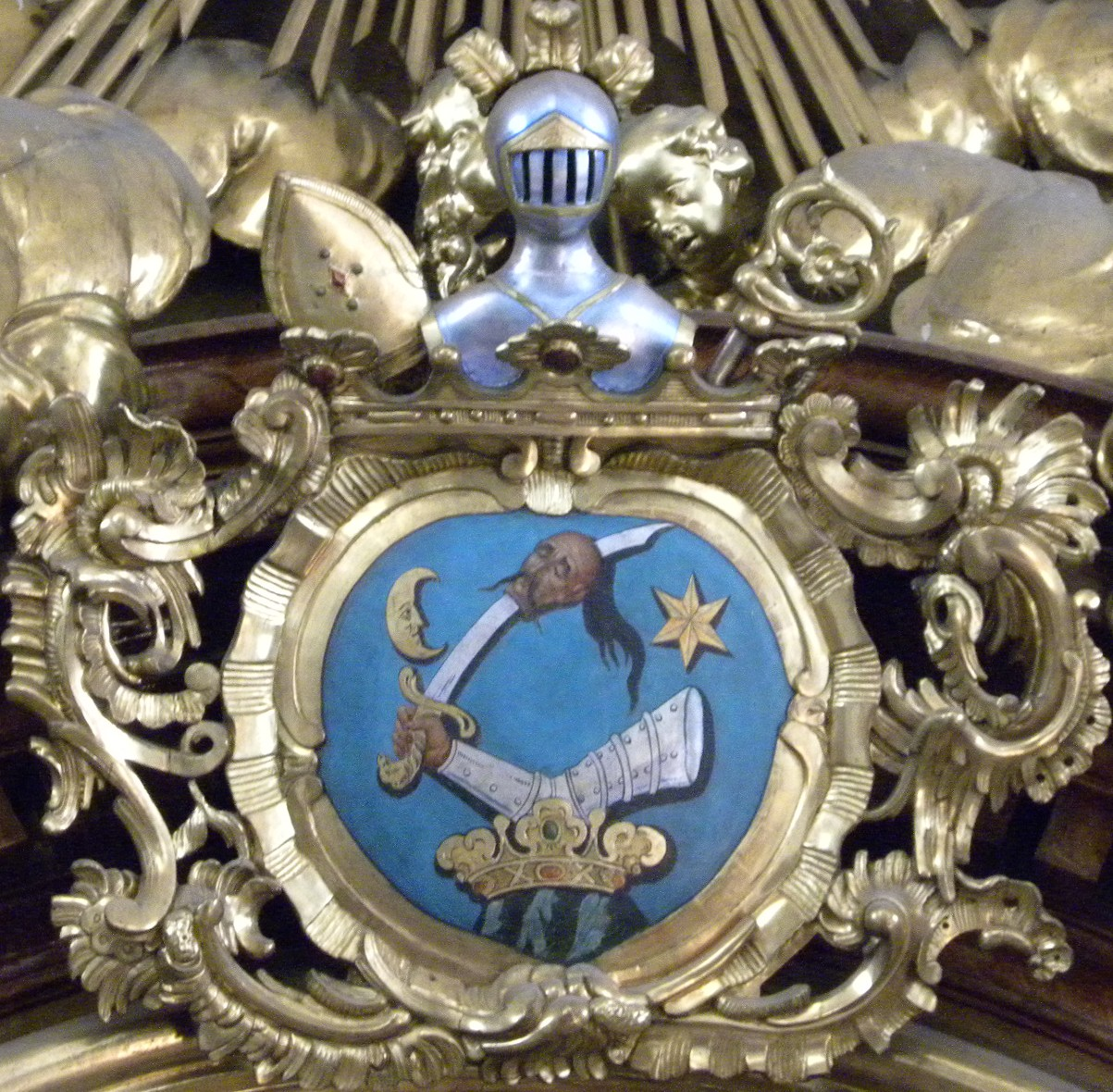
Armoiries de Janós Okolicsanyi, évêque d'Oradea

## Sources, notes et références
- Encyklopédia Slovenska (sk)

1. ↑  (hu) Nagy Ivan, Magyarország családai czímerekkel és nemzékrendi táblákkal.
2. ↑  (la) Regestrum de Lypto (Registre de Lipto), Magyar történelmi tár IV. 8.
3. ↑  Ivan Nagy fournit ici la référence suivante : Tört. tár IV. 23.